# Bae Il-hwan
Đây là một tên người Triều Tiên, họ là Bae.
Bae Il-hwan (tiếng Hàn: 배일환; sinh ngày 20 tháng 7 năm 1988) là một cầu thủ bóng đá Hàn Quốc thi đấu ở vị trí tiền đạo cho Jeju United.

## Sự nghiệp câu lạc bộ
Anh gia nhập Jeju United FC năm 2011. Anh ghi bàn thắng đầu tiên trong trận đầu mở màn của K-League 2012 trước Incheon United.

## Thống kê sự nghiệp câu lạc bộ
Tính đến 25 tháng 3 năm 2012
| Thành tích câu lạc bộ | Thành tích câu lạc bộ | Thành tích câu lạc bộ | Giải vô địch | Giải vô địch | Cúp     | Cúp     | Cúp Liên đoàn | Cúp Liên đoàn | Tổng cộng | Tổng cộng |
| Mùa giải              | Câu lạc bộ            | Giải vô địch          | Trận         | Bàn          | Trận    | Bàn     | Trận          | Bàn           | Trận      | Bàn       |
| Hàn Quốc              | Hàn Quốc              | Hàn Quốc              | Giải vô địch | Giải vô địch | Cúp KFA | Cúp KFA | Cúp Liên đoàn | Cúp Liên đoàn | Tổng cộng | Tổng cộng |
| --------------------- | --------------------- | --------------------- | ------------ | ------------ | ------- | ------- | ------------- | ------------- | --------- | --------- |
| 2011                  | Jeju United FC        | K League 1            | 1            | 0            | 0       | 0       | 1             | 0             | 2         | 0         |
| 2012                  | Jeju United FC        | K League 1            | 4            | 3            | 0       | 0       | 0             | 0             | 4         | 3         |
| Tổng cộng sự nghiệp   | Tổng cộng sự nghiệp   | Tổng cộng sự nghiệp   | 5            | 3            | 0       | 0       | 1             | 0             | 6         | 3         |